# Арсиноксиди
Арси́нокси́ди (рос. арсиноксиды, англ. arsine oxides) — H3As=O і його гідрокарбільні похідні.

## Опис
Арсиноксиди — це аналоги арсинімідів і арсинсульфідів.
Приклади: триметиларсин оксид або триметиларсан оксид (CH3)3As=O
Арсиноксиди поряд з іншими сполуками арсену належать до шкідливих речовин у оточуючому нас середовищі.

## Застосування
- при лікуванні сифіліса (З-аміно-4-оксифеніл-арсиноксид (мафарсен),
- антикорозійний агент (при контакті заліза з кислими розчинами, в яких є солі арсонію[2], утворюються, зокрема, арсиноксиди, які є поверхнево-активні і завдяки сильній адсорбції екранують поверхню металу, викликаючи гальмування корозії)